# Joseph Roth (homme politique)
Pour les articles homonymes, voir Joseph Roth et Roth.
Joseph Roth, né le 30 janvier 1896 et mort le 22 janvier 1945, est un homme politique allemand du Parti du Centre. 
Il fut le premier président du Parti du Centre à Bad Godesberg. Il a été membre du conseil du district de Bonn, professeur d'école primaire et ennemi du Troisième Reich.

## Biographie
Roth était le premier des sept enfants du peintre décoratif et religieux Wilhelm Roth (1870-1948) et de son épouse Margarethe Kruth (1866-1932). Il a grandi dans le quartier belge de Cologne dans un environnement strictement catholique et est devenu un grand dévot de Notre-Dame de Fátima (c'est pourquoi il a surnommés ses trois enfants Maria). Trois de ses jeunes frères, Willi (1898-1952), Ernst-Moritz (1902-1945) et Karl Gustav (1902-1987) seront prêtres. Roth était censé reprendre l'entreprise de son père Roth & van der Kaaij, mais son jeune frère, Albert (1897-1914), décida d'apprendre le métier de leur père. Après avoir fréquenté l'école primaire, Roth a suivi une formation d'enseignant à Euskirchen. De 1914 à 1917, il a participé à la Première Guerre mondiale en tant que volontaire dans le 5e régiment d'infanterie de Westphalie no 53, a été blessé à Neuve-Chapelle et a reçu la Croix de fer de 1re classe et l'insigne de blessure. Après sa libération en 1917 de l'armée, il est diplômé en janvier 1918 de sa formation de professeur d'école primaire à Euskirchen. En tant que stagiaire, il a travaillé à divers endroits dans des écoles primaires :
- 20 février 1918 - 15 juin 1918 à Obergeilenkausen
- 17 juin 1918 - 15 janvier 1919 à Honrath
- 18 janvier 1919 - 31 mars 1921 à Burgschule Godesberg
- 1er avril 1921 - 15 juillet 1921 à l'école primaire catholique de Rheinbach
- 16 juillet 1921 - 13 septembre 1921 à l'école Martin d'Euskirchen
- 11 octobre 1921 - 1er mai 1922 à Porz
- 2 mai 1922 - 31 août 1924 à Friesdorf
- 1er décembre 1925 - 31 mars 1927 à Mehlem
- 1er avril 1927 - 31 juillet 1927 à l'école primaire Burgschule de Godesberg.

En 1924 il épouse Katharina Paffenholz (1900-1979). Sa carrière politique a commencé au Windthorstbund (alliance Windthorst) à Bad Godesberg. Puis il a rapidement rejoint le Parti du centre, présidé par l'ancien membre du Conseil du comté de Bonn-country, Peter Hensen (1888-1958), et peu de temps après, il a été élu député du Conseil de district. Après la démission de Hensen en 1931 de la présidence du Parti du centre, il en devient le premier président. En mars 1933, il est élu membre à part entière du conseil de district de Bonn-country.

## Persécution dans l'Allemagne nazie
Depuis 1924, Roth était également rédacteur en chef du Godesberger Volkszeitung, le journal du parti. Il a publié de nombreux articles contre les nazis. 